# Коритно (Оплотница)
Коритно (словен. Koritno) је насељено место у општини Оплотница, Подравска регија, Словенија.

## Историја
До територијалне реорганизације у Словенији било је у саставу старе општине Словенска Бистрица.

## Становништво
У попису становништва из 2011. године, Коритно је имало 186 становника.
| Број становника према пописима | Број становника према пописима | Број становника према пописима |
| ------------------------------ | ------------------------------ | ------------------------------ |
| 1991                           | 2002                           | 2011                           |
| 193                            | 192                            | 186                            |

Напомена: Године 2017. извршена је мања размена територија између насеља Коритно и Лачна Гора.